# 杰茜卡·巴利
杰茜卡·巴利·蒙特罗（西班牙語：Jessica Vall Montero，1988年11月22日—）生于巴塞罗那，是一名西班牙女子游泳运动员，主攻蛙泳。她在三岁时开始接触游泳，六岁时进入巴塞罗那当地的一家游泳俱乐部练习。2015年，她出战世界游泳锦标赛，在女子200米蛙泳项目决赛上与中国选手史婧琳和丹麦选手丽克·默勒·彼泽森均以2分22秒76的成绩到达终点，造就了三人同获铜牌的罕见一幕。她也凭借这一成绩成功刷新该项目西班牙纪录。